# Frischer Wind (Kabarett)
Das politisch-satirische Kabarett Frischer Wind hatte  am 12. September 1946 in der Berliner Friedrichstraße 94 seine erste Premiere.

## Geschichte
Als eines der ersten Kabarett-Theater im sowjetischen Sektor fand der Frische Wind direkt am südlichen Ausgang des Bahnhofs Friedrichstraße, in den Räumen des Ballhauses Alt-Bayern, seine Heimstatt. Unter der künstlerischen Leitung von Walter Gross war auch Charlotte Brummerhoff bei der Eröffnungsvorstellung mit dem Titel Halt Dir feste dabei. Um noch mehr Zuschauer zu erreichen, gab es Gastspiele im Berlin-Pankower Kino Tivoli und in der Neuen Welt in Berlin-Neukölln. Später gab es auch Gastspiele im Puhlmann-Theater Berlin-Prenzlauer Berg und im Kino Capitol in Leipzig. Im Oktober 1947 wurde festgelegt, dass das im zerstörten Vorderhaus des Admiralspalastes befindliche ehemalige Admiralskasino zur neuen Spielstätte des Kabaretts Frischer Wind ausgebaut wird. Ab Dezember 1947 befindet sich diese im neu hergerichteten Kabarettsaal des Friedrichstadt-Palastes und wird mit dem Programm Ohne Vorhang…  unter dem neuen Direktor Willy Pohle eröffnet. Bereits ab August 1948 hat das Kabarett schon wieder eine neue Spielstätte. Gespielt wird im Haus Vaterland am Potsdamer Platz das Programm Berlin – diesseits von Gut und Böse unter dem neuen Direktor Emil Rudolf Greulich und dem neuen künstlerischen Leiter Günter Ruschin. Im Jahr 1949 wurde das Kabarett Frischer Wind als „Opfer“ der Währungsreform 1948 aufgelöst. In das umgebaute Admiralskasino im Admiralspalast zog 1953 das neu gegründete Kabarett-Theater Distel ein.

## Programme
- 1946: Halt dir fest (Alt-Bayern Berlin)
- 1946: Was wäre wenn…  (Alt-Bayern Berlin)
- 1947: Augenblick mal!  (Alt-Bayern Berlin)
- 1947: Ohne Vorhang… (Kabarettsaal im Friedrichstadt-Palast Berlin)
- 1948: Mit planmäßiger Verspätung (Kabarettsaal im Friedrichstadt-Palast Berlin)
- 1948: Berlin – diesseits von Gut und Böse Haus Vaterland Berlin
- 1948: Leben in Ruinen (Haus Vaterland Berlin)